# تولونای قفقاز
تولونای قفقاز (انگلیسی: Tolunay Kafkas؛ زادهٔ ۲۱ مارس ۱۹۶۸) بازیکن فوتبال اهل ترکیه است.
از باشگاه‌هایی که در آن بازی کرده‌است می‌توان به باشگاه فوتبال لاسک، باشگاه فوتبال دیاربکرسپور، باشگاه فوتبال گالاتاسرای، باشگاه فوتبال دنیزلی اسپور، باشگاه فوتبال پاشینگ، باشگاه فوتبال قونیه‌اسپور، باشگاه فوتبال ترابزون‌اسپور، باشگاه فوتبال بورسااسپور، و باشگاه فوتبال آدمیرا واکر مودلینگ اشاره کرد.
وی همچنین در تیم ملی فوتبال ترکیه بازی کرده‌است.